# 칼 구스타프 스타프
칼 구스타프 스타프(스웨덴어: Karl Gustaf Staaf, 1881년 4월 6일 ~ 1953년 2월 15일)는 스웨덴의 육상 선수이며 1900년 하계 올림픽에는 육상 뿐만 아니라 줄다리기 종목에도 참가했다.
장대높이뛰기에서는 7위를 했으며 해머던지기에서는 5위를 했다.
세단뛰기와 제자리세단뛰기의 순위는 명확하지 않다.
스타프는 덴마크와 스웨덴 혼성팀으로서 줄다리기 종목에도 참가했으며 프랑스를 꺾고 금메달을 목에 걸었다. 이 금메달은 스웨덴의 올림픽 사상 첫 금메달이기도 하다.